# Kamikaze (álbum de Twista)
Kamikaze é um álbum de estúdio de Twista.